# Leptocerus sylvaticus
Leptocerus sylvaticus är en nattsländeart som beskrevs av Francois-Marie Gibon 1984. Leptocerus sylvaticus ingår i släktet Leptocerus och familjen långhornssländor. Inga underarter finns listade i Catalogue of Life.